# Elsa Boström
Elsa Margareta Boström, född 25 november 1930 i Helsingfors, död där 14 januari 2023, var en finlandssvensk författare och kulturjournalist, bosatt i Helsingfors och Hangö. Hon var fil. kand. i litteratur från Helsingfors universitet (1956) och arbetade på Hufvudstadsbladet som reporter, redaktionssekreterare (1972–1984) och kulturchef (1984–1991) samt skrev kåserier och dagboksverser under signaturen Cindy.
Boström debuterade med en diktsamling 1981 och hade efter det gett ut både dikter och prosa. 
År 1985 tilldelades hon Längmanska priset.
Efter en längre paus utkom diktsamlingen På svartvita trösklar 2013 på förlaget Ellips som i recensionerna betecknas som "en ung och rivig text".

### Diktsamlingar
- Sorkarnas himmel (1981)
- Bländningen (1982)
- Loggbok för June (1984)
- Nattmusik (1989)
- Foxtrot i svart (1992)
- På svartvita trösklar (2013)

### Romaner
- Gröna spår, mörka rum (1995)
- Stella och Florence (1998)
- Den isabellafärgade skuggan (2000)